# Okounovití
Okounovití (Percidae) jsou významnou čeledí dravých sladkovodních paprskoploutvých ryb mírného pásma severní polokoule řazenou do řádu ostnoploutví. Mají dvě hřbetní ploutve, z nichž přední je nápadně ostnitá, břišní ploutve posunuté pod ploutve prsní a tělo pokryté ktenoidními šupinami. Největší množství druhů (kolem 250) žije v Severní Americe, další zástupce lze nalézt v Eurasii. V přírodě České republiky se vyskytuje 8 druhů z této čeledi, nejznámější z nich jsou okoun říční a candát obecný, důležité lovné ryby. 

## Popis

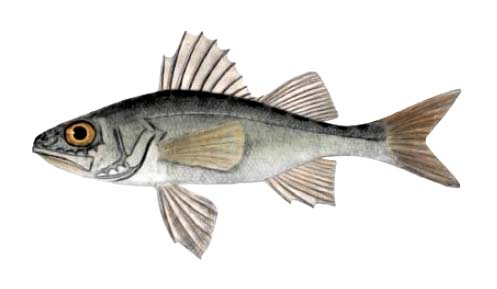
Perkarina průsvitná (Percarina demidoffii)

Tělo okounovitých bývá protažené a ze stran více či méně zploštělé až válcovité. Hlava je relativně velká s koncovými ústy (případně jsou ústa posunuta do polospodní polohy). Řada kostí v ústech nese zuby, často droboučké, u candátů výrazné a velké. Na skřelích jsou zašpičatělé až trnovité výběžky. Pro okounovité jsou typické dvě hřbetní ploutve, které mohou být samostatné nebo na sebe navazují, ale v místě styku je zřetelné vykrojení (u ježdíků může být napojení široké). Přední z nich je vyztužena pevnými ostny. Jeden nebo dva ostny se nacházejí i na přední hraně řitní ploutve a břišních ploutví; břišní ploutve jsou posunuty pod ploutve prsní, řitní ploutev se často nachází pod druhou hřbetní ploutví. Tělo je pokryto drobnými ktenoidními šupinami.
Kromě pelagických ryb, jako jsou okouni nebo candáti, sem patří i mnoho drobných bentických druhů se zakrnělým plynovým měchýřem (jde zejména o severoamerické rody candátek, percina a další). Okounovití jsou většinou drobné ryby, jen málo druhů (někteří candáti) může dosahovat délky kolem 1 m. Menší druhy se živí drobnou živočišnou potravou, větší loví jiné ryby.

## Rozšíření a diverzita

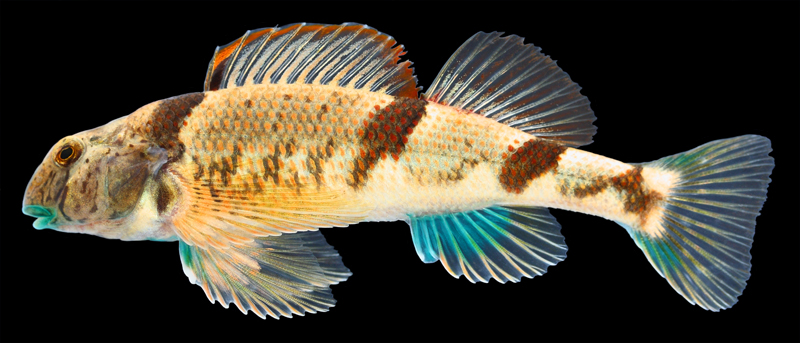
Candátek slizounovitý (Etheostoma blennius), zástupce početného severoamerického rodu okounovitých

### Globální rozšíření
Okounovité ryby jsou rozšířeny ve sladkých vodách severní polokoule. Candát mořský (Sander marinus) se v Černém a Kaspickém moři vyskytuje i v brakických a slaných vodách. Centrum diverzity má tato čeleď v Severní Americe (obzvlášť na jihovýchodě USA), kde se vyskytuje snad až 250 druhů, což je kolem 20 % tamní biodiverzity ryb; až na candátka Pottsova (Etheostoma pottsi) se všechny vyskytují na východ od Skalistých hor, tedy v oblasti úmoří Atlantského oceánu. v Eurasii jsou okounovití zastoupeni jen 16 druhy. Celkem je rozlišováno kolem 10 rodů.

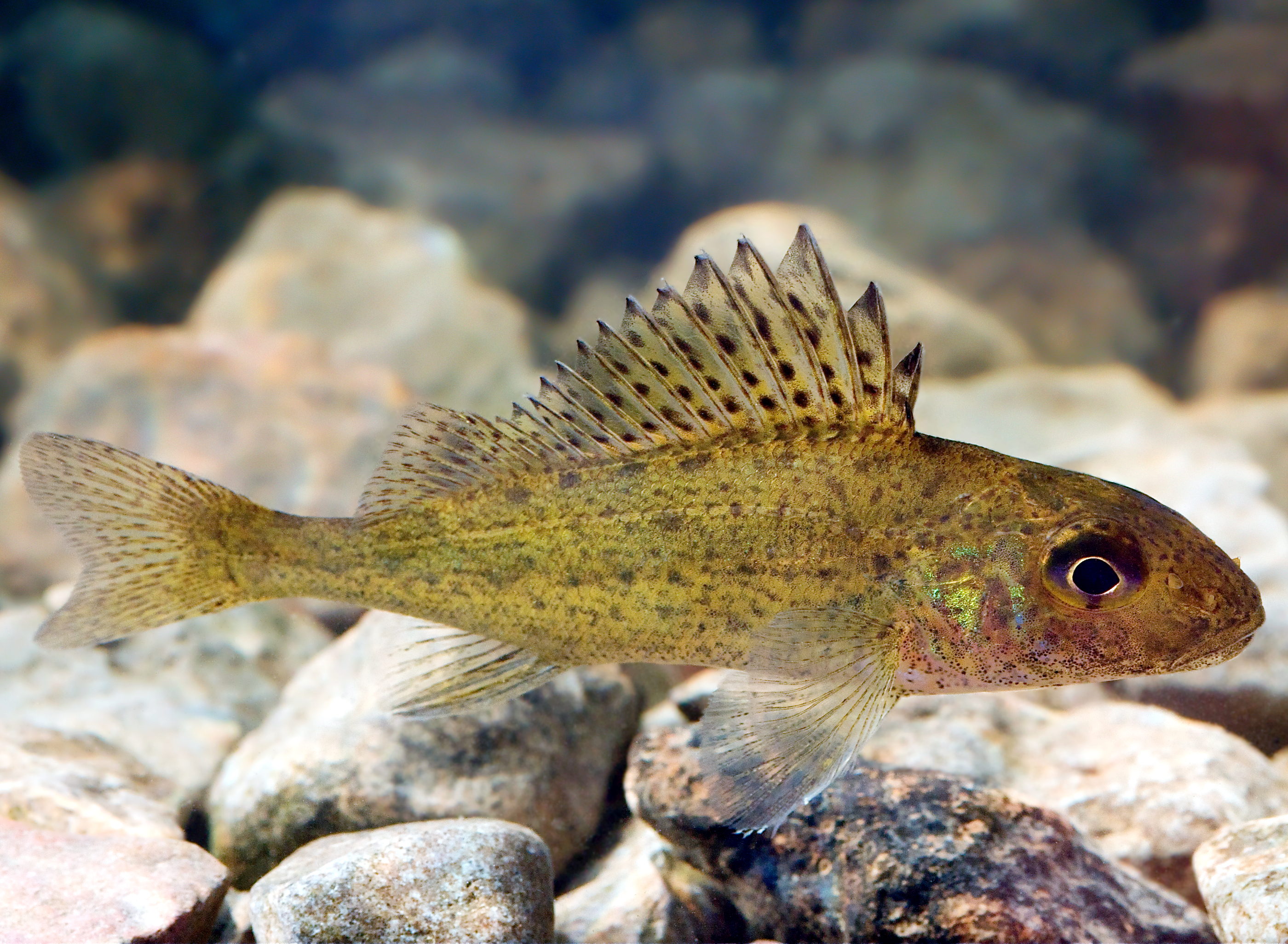
Ježdík obecný

### Zástupci v ČR
V Česku se přirozeně vyskytuje 8 druhů: hojně rozšířený okoun říční (Perca fluviatilis) a candát obecný (Sander lucioperca), dále c. východní (S. volgensis) na jižní Moravě, kde se lze setkat i s drskem větším (Zingel zingel) a d. menším (Z. streber), ježdíkem žlutým (Gymnocephalus schraetser) a j. dunajským (G. baloni), po celém území ČR je rozšířený j. obecný (G. cernuus).

## Systematika
Okounovití patří do řádu ostnoploutví (Perciformes), který je po nich v odborném názvosloví pojmenován: „Perciformes“ znamená doslova „okounotvární“ podle nominálního rodu okoun (Perca). Okounovité lze rozdělit na několik monofyletických podčeledí:
- Percinae, kam patří jediný rod okoun (Perca); je sesterský k následující podčeledi
- Luciopercinae s rodem candát (Sander) a vzájemně příbuznými rody drskovec (Romanichthys) a drsek (Zingel)
- Gymnocephalinae (někdy též Acerinae) s jediným rodem ježdík (Gymnocephalus), který je sesterský k níže uvedené podčeledi Etheostomatinae
- Etheostomatinae, zdaleka nejbohatší skupina okounovitých zastoupená rody candátek (Etheostoma, z něhož je někdy vyčleňován ještě rod Nothonotus), percina (Percina) a rody Crystallaria a Ammocrypta, dle českého názvosloví označované poněkud nevhodně také jako „okoun“.[9]

Sesterskou skupinou okounovitých, úspěšné sladkovodní linie ostnoploutvých, je mořský druh Niphon spinosus v samostatné čeledi Niphonidae řazený dříve mezi kanicovité. 

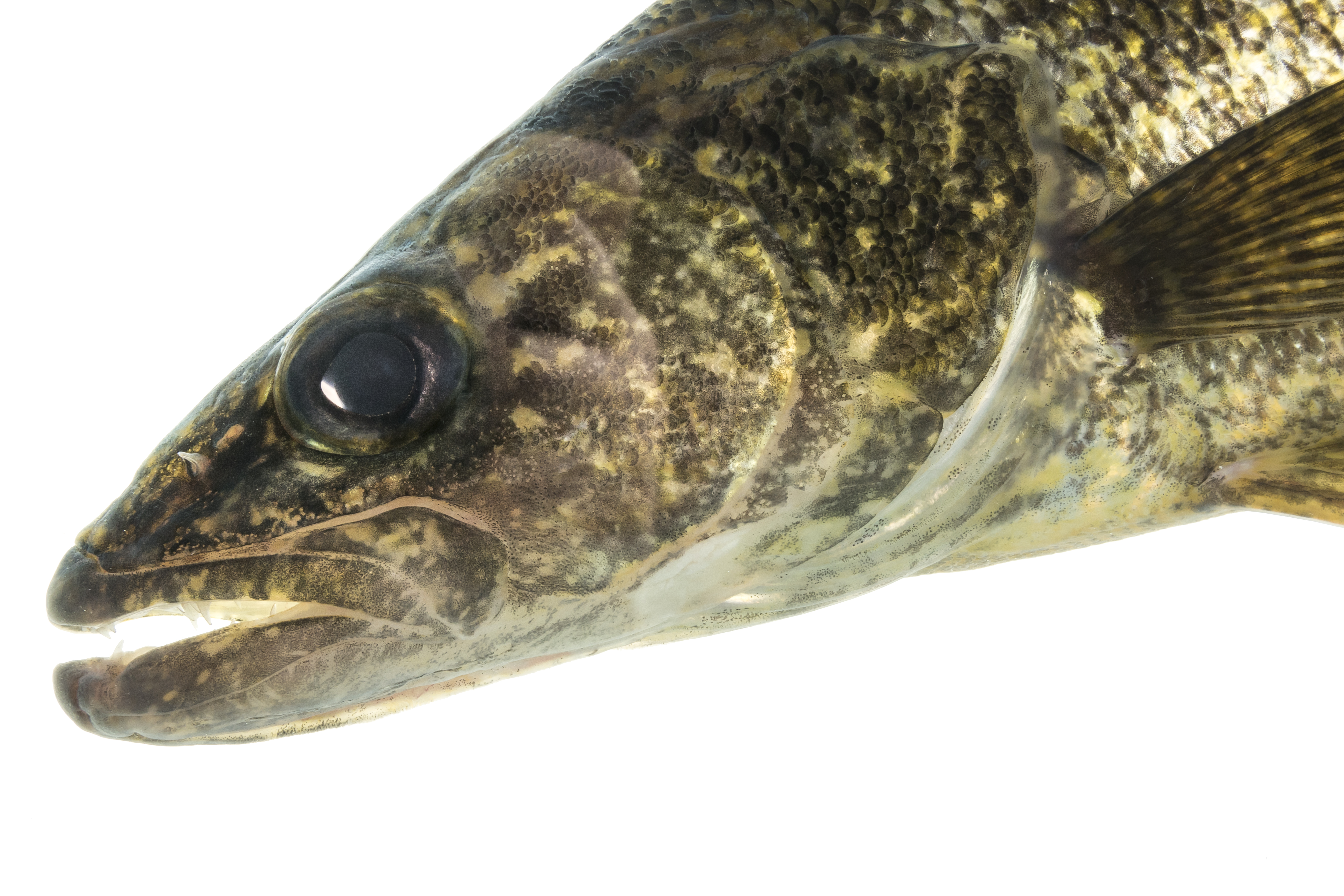
Hlava candáta severoamerického (Sander vitreus) se zřetelnými zuby
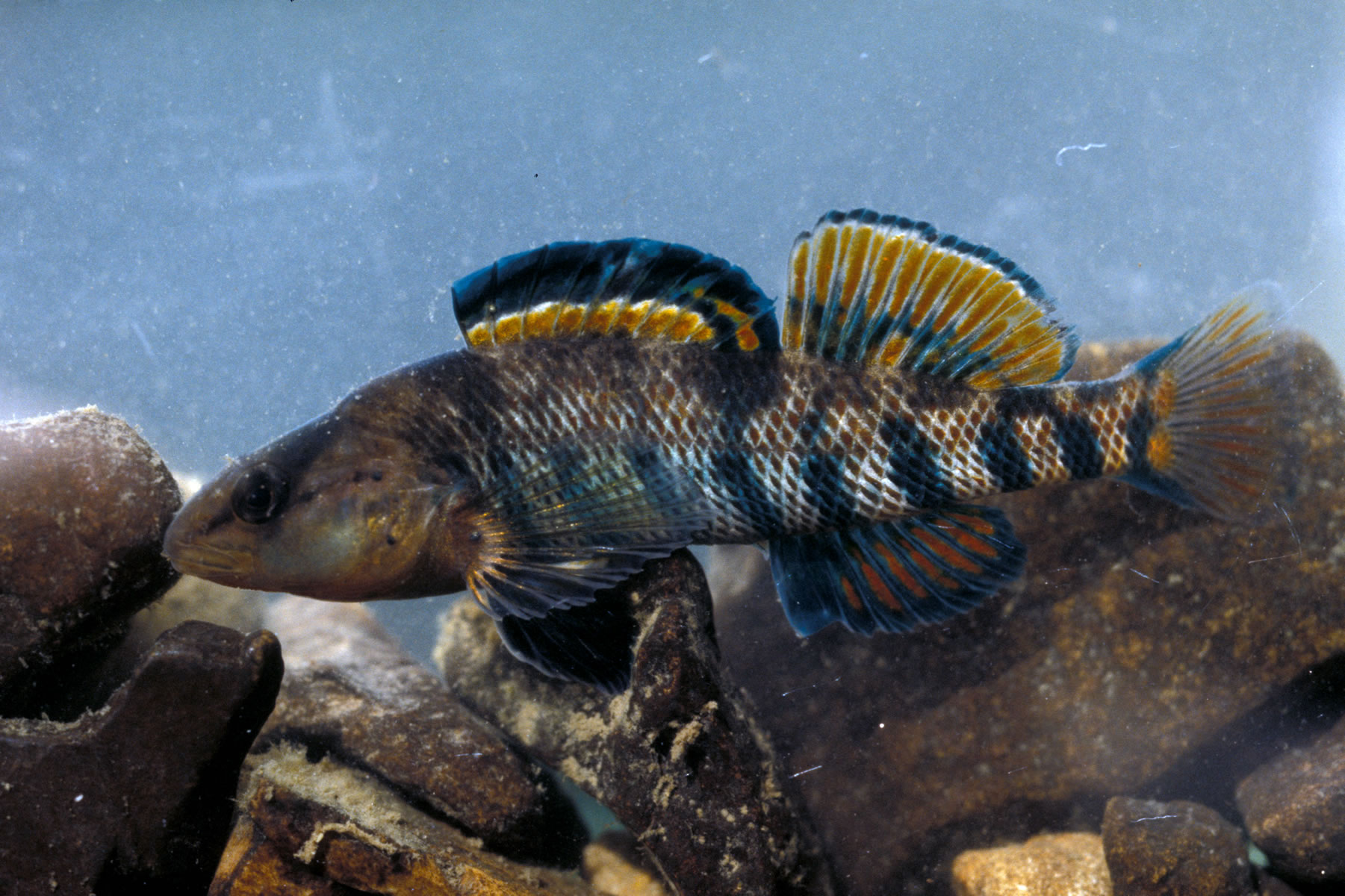
Candátek modropásý (Etheostoma caeruleum)
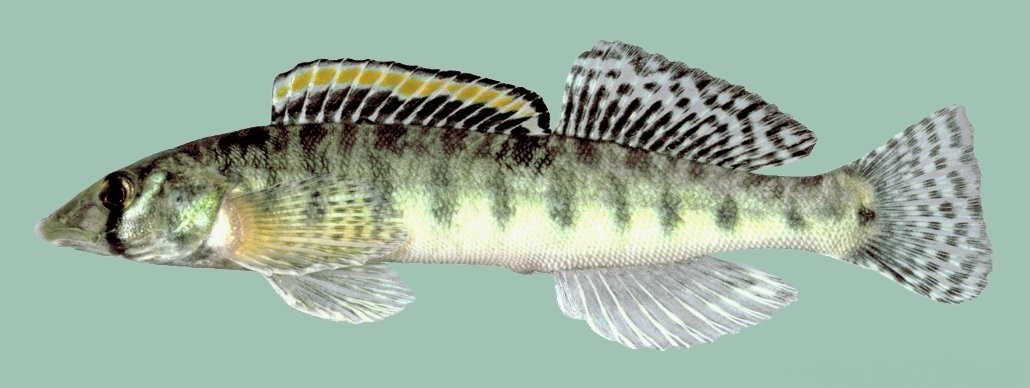
Percina královská (Percina rex)
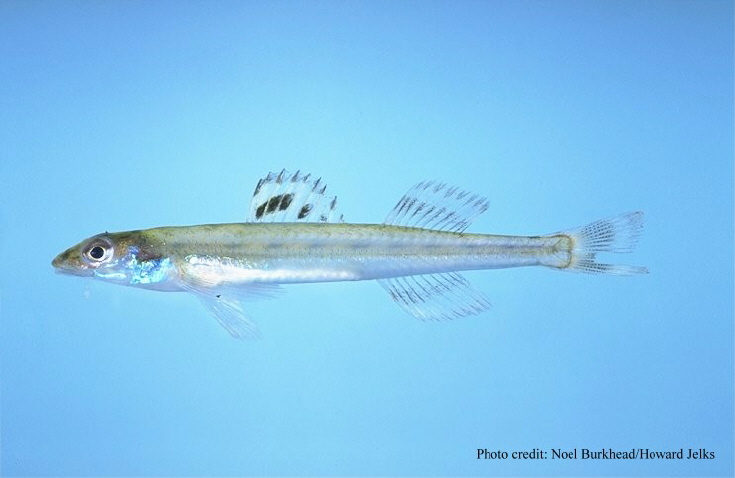
Ammocrypta bifascia

## Význam, vztah k člověku

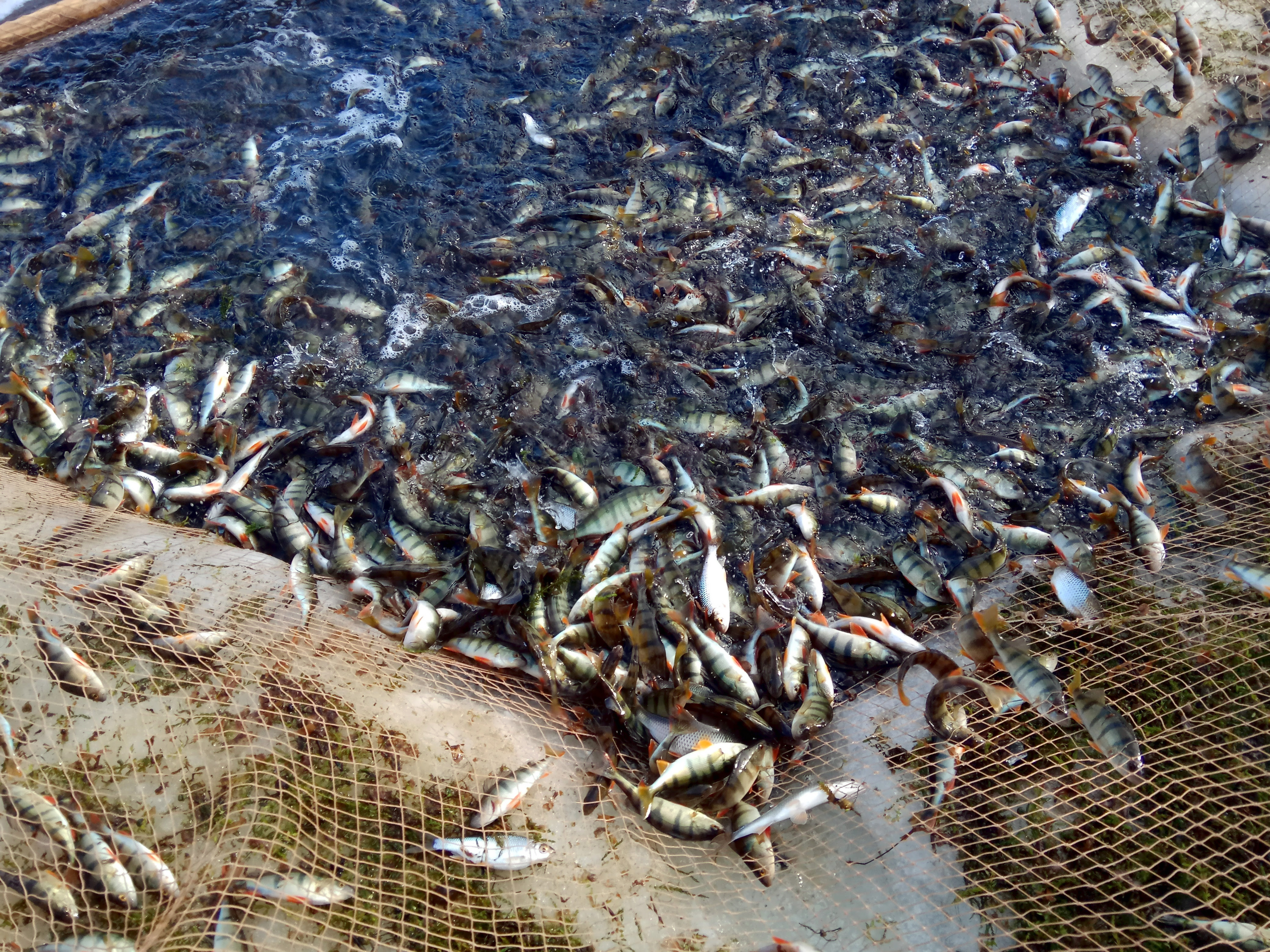
Okouni nalovení do sítě

Mezi okounovité patří řada druhů významných ve sportovním, ale i komerčním rybolovu (např. okoun, candát) resp. chovu ryb (zejména candát). Někteří drobní ozdobní zástupci severoamerického rodu candátek (Etheostoma), kteří se pestře vybarvují zejména během rozmnožování, jsou občas objektem akvarijního chovu. Mnoho druhů tohoto rodu je ohrožených, neboť jejich areály často zahrnují jen malé toky. Candátek marylandský (Etheostoma sellare) je považován za vyhubeného. Různé druhy okounovitých byly zavlečeny na různá místa světa (např. okoun říční na jih Afriky, do Austrálie, na Nový Zéland aj., ježdík obecný do oblasti Velkých jezer v S. Americe), kde místy škodí místním populacím ryb a chovají se jako invazní druhy.